# Sîn-iqîsham
Sîn-iqîsham ou Sîn-Iqîsam ou Sin-Iqisham ou Sin-iqisham ou Siniqisham, fut roi de Larsa vers 1840-1835 av. J-C.